# Reactiviteit (scheikunde)
Reactiviteit is een fundamenteel en tegelijkertijd zeer breed interpreteerbaar begrip uit de scheikunde. Het verwijst in het algemeen naar de neiging van chemische verbindingen, functionele groepen, atomen of ionen om een chemische reactie aan te gaan. Zowel in de organische als de anorganische chemie speelt het verband tussen structuur en reactiviteit van moleculen een belangrijke rol, bijvoorbeeld het inzicht in bepaalde reacties en reactiemechanismen. De relatie tussen structuur en reactiviteit van organische verbindingen is het onderwerp van de fysische organische chemie.

## Oorzaken van reactiviteit
De oorzaken voor de reactiviteit van een chemische verbinding moet voornamelijk gezocht worden in fysische en kwantumchemische eigenschappen van een verbinding (orbitaalstructuur), de stabiliteit van de bindingen en de elektronenverdeling binnen een molecule of atoomgroep (interne elektronenstructuur via moleculaire orbitalen). Het zijn met name de valentie-elektronen van een atoom die zijn reactiviteit vastleggen. Externe parameters, zoals temperatuur, druk, concentratie, pH, elektrische stroom en straling, kunnen een invloed op de reactiviteit (op thermodynamisch en kinetisch vlak) uitoefenen.
Bij zuivere vaste verbindingen spelen voornamelijk de fysische eigenschappen een rol. Zo zal het verfijnen van grove kristallen de reactiviteit in kinetische zin verhogen, omdat het contactoppervlak groter wordt. De kans op botsingen met andere deeltjes wordt verhoogd en daarmee ook de reactiesnelheid. Anderzijds zal ook de interne kristalstructuur een bijdrage leveren aan de reactiviteit, maar dit is hoofdzakelijk van thermodynamische aard.

## Beschrijving van reactiviteit
Reactiviteit wordt beschreven in termen van thermodynamica en kinetica. Deze drukken respectievelijk uit óf een reactie al dan niet doorgaat (de spontaniteit van een reactie) en hoe snel de reactie doorgaat (de snelheid van een reactie). Deze beide factoren zijn onafhankelijk van elkaar, maar meestal wel temperatuursafhankelijk. Zo zal een reactie die bij lage temperatuur traag verloopt, bij hogere temperatuur sneller verlopen, omdat de kinetische energie van het systeem verhoogd wordt. Evenzo kan een evenwichtsreactie aflopend gemaakt worden door het reactiemengsel te verhitten.

### Thermodynamica
Thermodynamisch gezien zal een deeltje reactiever zijn wanneer het, als resultaat van een chemische reactie, naar een energetisch lager niveau kan gaan. Met andere woorden: de Gibbs-vrije-energie (ΔG) van een reactie moet negatief zijn om een zo spontaan mogelijk reactie te bekomen. Alle deeltjes streven naar een zo laag mogelijke energietoestand. Of nog anders gezegd: de entropie (S) van een systeem kan alleen maar gelijk blijven of toenemen bij een spontaan proces. Dit is een van de formuleringen van de tweede hoofdwet van de thermodynamica.
De Gibbs-vrije-energie is dat deel van de totale energie van een reactiesysteem dat beschikbaar is voor een transformatie (splitsen en vormen van bindingen). De absolute waarde van deze toestandsfunctie is niet bekend, maar het is wel mogelijk om veranderingen (ΔG) van de Gibbs-vrije-energie te bepalen. De Gibbs-vrije-energie wordt bepaald in termen van 2 andere toestandsfuncties, de enthalpie (ΔH) en de entropie (ΔS), via volgende betrekking:
{\displaystyle \Delta G=\Delta H-T\Delta S\,}
De belangrijkste term in deze betrekking is de enthalpie. De waarde van de enthalpie kan positief of negatief zijn:
- ΔH > 0: er wordt warmte opgenomen in het systeem, omdat sterke bindingen worden gesplitst en zwakke worden gevormd. Dit wordt een endotherme reactie genoemd.
- ΔH < 0: er wordt warmte afgestaan aan de omgeving, omdat zwakke bindingen worden gesplitst en sterke worden gevormd. Dit wordt een exotherme reactie genoemd.

### Kinetica
Naast de thermodynamica speelt de kinetica (of kinetiek) eveneens een prominente rol bij de beschrijving van reactiviteit. Een chemische reactie kan worden voorgesteld middels een reactieprofiel, waarbij de enthalpie in functie van het reactieverloop (ook wel reactiecoördinaat genoemd) wordt geschetst. De reagentia bezitten een bepaalde enthalpie (dit is een welbepaalde hoeveelheid potentiële energie corresponderend met de elektronenstructuur van de moleculen), die, naarmate de reagentia elkaar naderen en transformaties ondergaan, stijgt. Dit duurt totdat de maximale energie van het systeem bereikt is: dit wordt de transitietoestand genoemd. Hierbij wordt een zogenaamd kritisch complex (aangeduid met [CC]) gevormd. Vanaf dat moment zal de potentiële energie weer dalen, tot een nieuw energetisch niveau is bereikt. Dit is het niveau van de reactieproducten.

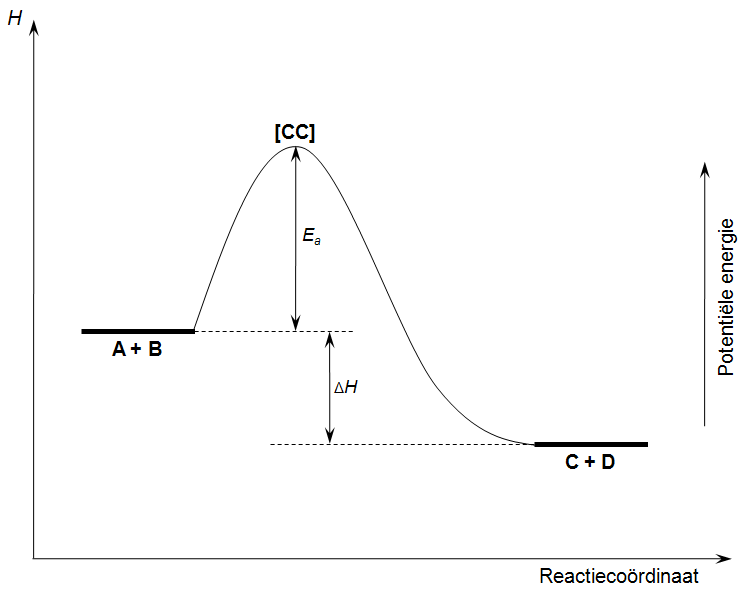
Schematische voorstelling van een reactieprofiel voor een exotherme reactie, met aanduiding van de activeringsenergie (E_{a}), de reactiewarmte (ΔH), de energieniveaus van de reagentia (A + B) en producten (C + D) en het verloop van de potentiële energie in functie van het reactieverloop.

De energie die nodig is om van het reagentianiveau tot het niveau van de transitietoestand te komen, wordt de activeringsenergie (Ea) genoemd. De reactiesnelheid wordt bepaald door de snelheid waarmee het kritisch complex op irreversibele wijze tot de reactieproducten leidt. Het verband tussen de activeringsenergie (weergegeven door ΔG≠) en de reactiesnelheidsconstante, wordt gegeven door de vergelijking van Eyring:
{\displaystyle k=k^{\neq }\cdot e^{-{\frac {\Delta G^{\neq }}{RT}}}}
waarbij k≠ de absolute reactiesnelheidsconstante voorstelt, die bepaald wordt door:
{\displaystyle k^{\neq }=T\cdot {\frac {k_{B}}{h}}}
daarbij is:
- T de temperatuur (298 K)
- kB de constante van Boltzmann (1,38 · 10−23 J · K−1)
- h de constante van Planck (6,626 · 10−34 J · s)

Daarmee is de waarde van de absolute reactiesnelheidsconstante k≠ nauwkeurig bepaald op
{\displaystyle k^{\neq }=6,2\cdot 10^{-12}{\text{Hz}}}
In deze betrekking correspondeert de activeringsenergie met de activeringsenthalpie. Omdat bij tal van reacties de (activerings)entropie minder belangrijk is, wordt vaak de Gibbs-vrije-energie als energieterm gebruikt.

## Reactiviteit versus stabiliteit
De energietoestand waarbij een deeltje zich ideaal gedraagt, wordt hoofdzakelijk bepaald door de elektronenstructuur van dat deeltje. De molecuulorbitaaltheorie en valentiebindingstheorie zijn belangrijke theorieën inzake de verklaring van de aard van chemische bindingen en de interne elektronenstructuur in atomen en moleculen. Koolstof zal vrijwel altijd 4 bindingen aangaan. Dat wil zeggen dat koolstof in die toestand het meest stabiel is. Maar dit wil niet zeggen dat koolstof in die toestand niet of minder reactief is. Het koolstofatoom in een carbonylgroep, bijvoorbeeld, wordt ten gevolge van een ladingsverschuiving naar zuurstof positief gepolariseerd en is daardoor gevoelig voor nucleofiele aanvallen. Met andere woorden: reactiviteit is geen direct synoniem voor stabiliteit, maar ze zijn wel erg verwant. Daarenboven volgt de reactiviteit van een deeltje meestal uit de stabiliteit.

### Organische verbindingen
De oorzaak dat koolstof stabiel is met 4 bindingen moet gezocht worden in de elektronenstructuur van het element. Koolstof bezit in normale toestand 6 elektronen, waarvan 4 valentie-elektronen, die zich in orbitalen bevinden. De elektronenconfiguratie van deze valentie-elektronen is als volgt: 2s22p2. Dit betekent dat er 2 elektronen in het p-orbitaal zitten. Dat is kwantummechanisch gezien niet stabiel (de twee elektronen in het kleine s-orbitaal stoten elkaar af door tegengestelde coulombkrachten) en daardoor zal een elektron uit het s-orbitaal naar het p-orbitaal verhuizen. Dit vereist een hoeveelheid energie, waar tegenover de winst staat van de kleinere afstoting, omdat de elektronenconfiguratie dan 2s12p3 wordt en beide orbitalen half gevuld zijn. Men spreekt dan over gehybridiseerde sp3-orbitalen. Deze toestand is energetisch gezien gunstiger. Wanneer koolstof dan uiteindelijk 4 bindingen aangaat (met waterstof tot methaan bijvoorbeeld), dan komt daarbij een grote hoeveelheid energie vrij (exotherme reactie), die ruimschoots de benodigde energie voor de hybridisatie compenseert.
Echter, indien koolstof een valentie-elektron mist (een zogenaamd carbokation), zal het deeltje niet meer stabiel zijn en dus veel reactiever, omdat het opnieuw naar de stabiele toestand wil gaan. Inderdaad: een carbokation is een kortlevend en reactief intermediair in chemische reacties, dat snel reageert met nucleofielen om dit elektronentekort ongedaan te maken en te streven naar een energetisch gunstiger toestand. Koolstof bereikt op dat moment de octetstructuur, wat als de meest stabiele toestand voor dit atoom wordt beschouwd.

### Anorganische verbindingen
Een voorbeeld uit de anorganische chemie is de reactie van natrium met water:
{\displaystyle {\ce {2Na + 2H2O -> 2Na+ + 2OH- + H2 + E}}}
Deze reactie is zeer hevig: het betreft een exotherm proces waarbij een grote hoeveelheid energie E vrijkomt. Bovendien is het proces spontaan: er hoeft immers geen extra energie te worden toegevoegd om de reactie te laten doorgaan. De oorzaak moet worden gezocht in de stabiliteit van natrium: natrium beschikt over een s1-elektronenconfiguratie. Dat impliceert dat het één elektron te veel bezit om de edelgasconfiguratie van neon te bereiken. Door contact met water (de oxidator in het proces) wordt dat elektron afgestaan aan water, waardoor het hydroxide-anion gevormd wordt. Natrium (de reductor) wordt daarbij geoxideerd tot Na+.

## Aspecten van reactiviteit
Reactiviteit komt op verschillende manieren tot uiting. Enkele van dergelijke aspecten van reactiviteit zijn:
- Polarisatie van atomen in een binding: door aanwezigheid van sterk elektronegatieve elementen (zoals zuurstof of halogenen) in een binding ontstaat er een ladingsverschuiving. In feite is dit een vervorming (ook wel distortie genoemd) van de elektronenwolk naar het meest elektronegatieve element toe. Daardoor worden beide elementen in de binding gepolariseerd: het ene positief (aangegeven met δ+) en het andere negatief (aangegeven met δ−). Het delta-teken (δ) geeft weer dat de elementen niet volledig positief of negatief zijn geladen (zoals bij ionen), maar slechts gedeeltelijk.
- Aromaticiteit: aromatische verbindingen ontstaan door een cyclisch π-elektronensysteem, waarbij de elektronen uit de pz-orbitalen met elkaar in conjugatie komen en waardoor deze elektronen gedelokaliseerd zijn. Dit geeft een extra stabiliteit aan de verbindingen, omdat de atomen in de cyclische structuur in feite extra verbonden worden met elkaar. Verlies van aromaticiteit door de vorming van bijvoorbeeld een Meisenheimercomplex wordt bijgevolg meestal snel gecompenseerd. Dit kan ook afgeleid worden uit de reactiesnelheid: bij een elektrofiele aromatische substitutie zal de additie van een elektrofiel aan de aromatische ring vrijwel altijd de snelheidsbepalende stap zijn. Immers: de aromaticiteit wordt opgeheven.
- Stabilisatie van (reactieve) intermediairen: bepaalde intermediairen zijn reactief en dus kortlevend. Zij kunnen evenwel in sommige omstandigheden gestabiliseerd worden door bijvoorbeeld het inductief effect (stabilisatie van een carbanion naast een trifluormethylgroep) of door delokalisatie van elektronen (stabilisatie van een carbokation naast een alkeen of een element met een vrij elektronenpaar). Als voorbeeld kan hier de elektrofiele alkeenadditie worden aangehaald: de eerste stap betreft een additiestap, met vorming van een intermediair carbokation. Deze stap is dus traag (kinetisch gezien) en snelheidsbepalend voor het volledige proces. De vorming van een tertiair carbokation zal dus gunstiger zijn (zowel kinetisch als thermodynamisch) dan de vorming van een primair carbokation.
- HSAB-principe: de affiniteit van bepaalde chemische componenten in een reactie kan hiermee voorspeld worden. Het verschaft inzicht in de reactie, maar zegt niets over het reactiemechanisme.